# 삼성 갤럭시 아폴로
삼성 갤럭시 아폴로(Samsung Galaxy Apollo) 혹은 삼성 갤럭시 3(Samsung Galaxy 3)는 삼성전자에서 제조/판매하는 안드로이드 스마트폰이다.
2010년 7월에 출시했다.

## 같이 보기
- 삼성 갤럭시 유로파